# Liste der denkmalgeschützten Objekte in Markt Piesting
Die Liste der denkmalgeschützten Objekte in Markt Piesting enthält die 11 denkmalgeschützten unbeweglichen Objekte der Gemeinde Markt Piesting im niederösterreichischen Bezirk Wiener Neustadt-Land.

## Denkmäler
| Foto |                 | Denkmal                                                                      | Standort                                               | Beschreibung | Metadaten |
| ---- | --------------- | ---------------------------------------------------------------------------- | ------------------------------------------------------ | --- | --- |
| ja   | Datei hochladen | Kath. Pfarrkirche hl. Georg HERIS-ID: 30316 Objekt-ID: 27059                 | bei Dreistetten 25 Standort KG: Dreistetten            | Die Pfarrkirche von Dreistetten ist von einem ummauerten Friedhof umgeben, hat einen im Kern gotischen Chorquadrat und einen dominanten vorgestellten im Kern barocken Westturm. | BDA-Hist.: Q24049873 Status: § 2a Stand der BDA-Liste: 2025-06-30 Name: Kath. Pfarrkirche hl. Georg GstNr.: .32 Saint George Church (Dreistetten) |
| ja   | Datei hochladen | Burgruine Starhemberg HERIS-ID: 30318 Objekt-ID: 27061                       | Dreistetten 35, in der Nähe Standort KG: Dreistetten   | Eine ehemalige Burganlage, die vermutlich von Markgraf Otakar III. von der Steiermark erbaut wurde und im 13. Jahrhundert zu den bedeutendsten Burgen in Niederösterreich zählte. | BDA-Hist.: Q668555 Status: Bescheid Stand der BDA-Liste: 2025-06-30 Name: Burgruine Starhemberg GstNr.: .55 Burg Starhemberg (Niederösterreich) |
| ja   | Datei hochladen | Höhensiedlung und Hügelgräber Malleiten HERIS-ID: 30315 Objekt-ID: 27058     | Malleiten Standort KG: Dreistetten                     | Große Anzahl ur- und frühgeschichtlicher Siedlungsreste, die unter anderem mit der Gewinnung und Verarbeitung von Kupfer in Zusammenhang stehen, größte Blüte der Siedlung in der Hallstattzeit, mehrere Hügelgräberfelder in den Waldbereichen angelegt, zahlreiche Funde in den Höhlen des Berges, römische Steindenkmäler von der Malleiten befinden sich in den Schlössern Ebreichsdorf und Hernstein. Anmerkung: Das gesamte Gebiet ist denkmalgeschützt. Die punktuelle Koordinate bezieht sich repräsentativ auf das Waldgrundstück mit der Grundstücksnummer 498/1. | BDA-Hist.: Q64692163 Status: Bescheid Stand der BDA-Liste: 2025-06-30 Name: Höhensiedlung und Hügelgräber Malleiten GstNr.: 498/1, 499/1, 499/2, 500/1, 500/2, 502, 505/1, 505/2, 506/1, 506/2, 506/3, 506/4, 507/1, 507/2, 508, 509, 510/1, 510/2, 511/1, 511/2, 512, 513, 514/1, 514/2, 515/1, 515/2, 518/1, 518/2, 519, 520/1, 520/2, 521/1, 521/2, 522/1, 522/2, 1186/1, 1186/9 |
| ja   | Datei hochladen | Pest-/Dreifaltigkeitssäule HERIS-ID: 30317 Objekt-ID: 27060                  | Dreistetten 22, vor Standort KG: Dreistetten           | Die Säule trägt einen Gnadenstuhl aus der 2. Hälfte des 17. Jahrhunderts. | BDA-Hist.: Q37932714 Status: § 2a Stand der BDA-Liste: 2025-06-30 Name: Pest-/Dreifaltigkeitssäule GstNr.: 20/4 Gnadenstuhl (Dreistetten) |
| ja   | Datei hochladen | Brauerei, Sudhaus samt Schornstein HERIS-ID: 30305 Objekt-ID: 27048seit 2012 | Gutensteiner Straße 48 Standort KG: Piesting           | Die Brauerei entstand ab 1824, wurde 1834 erweitert und erhielt 1894 durch einen weiteren Um- und Ausbau ihren Charakter als weitläufiger späthistoristischer Gebäudekomplex. Das Sudhaus ist ein zweigeschoßiger Sichtziegelbau unter einem breiten Satteldach, neben dem der ebenfalls in Sichtziegelbauweise errichtete Schornstein aufragt. Im Inneren befindet sich eine durchgehende Halle mit Preußischen Kappen und Eisentraversen sowie gemauerten Sudpfannen. | BDA-Hist.: Q1354046 Status: Bescheid Stand der BDA-Liste: 2025-06-30 Name: Brauerei, Sudhaus samt Schornstein GstNr.: 914/1 Brauerei, Markt Piesting |
| ja   | Datei hochladen | Pest-/Dreifaltigkeitssäule HERIS-ID: 30306 Objekt-ID: 27049                  | gegenüber Marktplatz 1 Standort KG: Piesting           | Ein barocker Gnadenstuhl ruht auf einer toskanischen Säule aus der ersten Hälfte des 19. Jahrhunderts. Das Kapitell der Säule zeigt zwei Wappen (Bindenschild und Handwerkswappen der Seifensieder). | BDA-Hist.: Q37932634 Status: § 2a Stand der BDA-Liste: 2025-06-30 Name: Pest-/Dreifaltigkeitssäule GstNr.: 1792/1 Pestsäule (Markt Piesting) |
| ja   | Datei hochladen | Ehem. Seiser-Mühle HERIS-ID: 30310 Objekt-ID: 27053                          | Marktplatz 27 Standort KG: Piesting                    | Das ehemalige Mühlengebäude stammt aus dem Jahr 1864 und wurde 1894 um ein Herrenhaus mit neobarocker Fassade und markantem Eckerker erweitert. Heute sind beide Gebäude Teil eines Schulkomplexes. | BDA-Hist.: Q18413006 Status: § 2a Stand der BDA-Liste: 2025-06-30 Name: Ehem. Seiser-Mühle GstNr.: 1751 Seisermühle (Markt Piesting) |
| ja   | Datei hochladen | Figur hl. Johannes Nepomuk HERIS-ID: 30313 Objekt-ID: 27056                  | bei Meitzgasse 7 Standort KG: Piesting                 | Die barocke Statue des Heiligen ist in einer modernisierten Wegkapelle aus der Mitte des 18. Jahrhunderts aufgestellt. | BDA-Hist.: Q37932689 Status: § 2a Stand der BDA-Liste: 2025-06-30 Name: Figur hl. Johannes Nepomuk GstNr.: 1814/2 Nepomukstatue (Markt Piesting) |
| ja   | Datei hochladen | Geburtshaus von Leopold Kupelwieser HERIS-ID: 30312 Objekt-ID: 27055         | Minnatal 3 Standort KG: Piesting                       | Das Geburtshaus von Leopold Kupelwieser, eines österreichischen Malers des 19. Jahrhunderts, ist das ehemalige Herrenhaus der Eisenkochgeschirrfabrik Kupelwieser und stammt im Kern aus der späten Barockzeit. Die Fassade zeigt spätbiedermeierlichen Dekor, die Portalrahmung stammt aus dem Historismus. | BDA-Hist.: Q37932672 Status: Bescheid Stand der BDA-Liste: 2025-06-30 Name: Geburtshaus von Leopold Kupelwieser GstNr.: .4/1 Kupelwiesers Geburtshaus, Markt Piesting |
| ja   | Datei hochladen | Kath. Pfarrkirche hl. Leonhard HERIS-ID: 30304 Objekt-ID: 27047              | westlich Wöllersdorfer Straße 30 Standort KG: Piesting | Der frühhistoristische Bau entstand 1854–1859 durch Johann Semmelrock und ersetzt eine Vorgängerkirche, die schon 1720 wegen Baufälligkeit abgerissen worden war. Das hoch proportionierte Langhaus ist in romantisierenden neoromanischen Formen mit Rundbogendekor gestaltet; vorgestellt ist der schlanke Nordturm mit Kreuzdach und Spitzhelm. | BDA-Hist.: Q37932609 Status: Bescheid Stand der BDA-Liste: 2025-06-30 Name: Kath. Pfarrkirche hl. Leonhard GstNr.: .186 Pfarrkirche Piesting |
| ja   | Datei hochladen | Tabernakelbildstock Schebbergredl-Kreuz HERIS-ID: 30309 Objekt-ID: 27052     | Standort KG: Piesting                                  | Der Tabernakelbildstock stammt aus dem 16. Jahrhundert und wurde im 18. Jahrhundert verändert. | BDA-Hist.: Q37932649 Status: Bescheid Stand der BDA-Liste: 2025-06-30 Name: Tabernakelbildstock Schebbergredl-Kreuz GstNr.: 92 |